# 斯拉夫科·克瓦特尼克

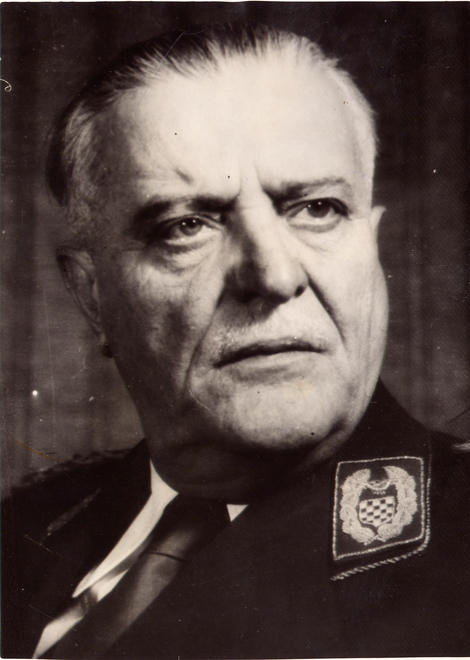
斯拉夫科·克瓦特尼克

斯拉夫科·克瓦特尼克（Slavko Kvaternik，1878年8月25日—1947年6月7日）是克羅埃西亞獨立國烏斯塔沙军事将领、政客，烏斯塔沙创始者之一。他曾担任克罗地亚家园卫队負責人。1941年4月10日，他宣布克罗地亚独立国成立，而且成为元首安特·帕韦利奇的得力助手，头衔为“Doglavnik”（首长）。
克瓦特尼克曾是一名奧匈帝國陸軍軍官，参加过第一次世界大战。奥匈帝国解体后，他接到斯洛文尼亚人、克罗地亚人和塞尔维亚人国国民议会的任命，于1918年末指挥軍隊攻佔梅吉穆列。他在軍隊一直服役至1921年。
1929年，克瓦特尼克在意大利参与創建乌斯塔沙。1941年4月，德国入侵南斯拉夫，在轴心国的支持下，克瓦特尼克于4月10日宣布克羅埃西亞獨立國成立。他在新政府里出任武装力量部长，最終於1943年退休。1947年，克瓦特尼克因战争罪被处决。